# Baba (Riła)
Baba (bułg. Баба) – szczyt pasma górskiego Riła, w Bułgarii, o wysokości 2609 m n.p.m.